# Tossal de la Roca del Mill
El Tossal de la Roca del Mill és una muntanya de 721 metres que es troba al municipi de l'Espunyola, a la comarca catalana del Berguedà.